# Macintosh LC 575
Macintosh LC 575 – stacjonarny komputer osobisty firmy Apple wprowadzony na rynek w 1994 i sprzedawany do 1995. LC 575 był pierwszym modelem LC, który posiadał gniazdo Comm służące do podpięcia modemu, sieci Ethernet oraz innych kart rozszerzeń pozwalających komputerowi na łączenie się z innymi urządzeniami.

## Modele
- LC 575
  - Sprzedawany jako Performa 575
  - Performa 577, dysk twardy 320 MB.
  - Performa 578, 8 MB RAM zamiast 5

## Specyfikacja
- Premiera: 2 lutego 1994
- Koniec produkcji: 3 kwietnia 1995 (LC 575) / 1 kwietnia 1996 (wersje Performa)
- Kryptonim: Optimus
- CPU: Motorola 68LC040, 33 MHz
- RAM: 5 MB
- Dysk twardy: SCSI, 160 MB (LC 575) / 250 MB (Performa 575) / 320 MB (Performa 577, Performa 578)
- VRAM: 512 KB (640x480 8-bit) (rozbudowa do 1 MB (640x480 15-bit) za pomocą 1 80 ns VRAM SIMM)
- Stacja dyskietek: 1.44 MB (może odczytać 400 KB dyskietki oraz 800 KB dyskietki)
- Napęd optyczny: 2x CD-ROM
- Rozmiar ROM-u: 1 MB
- Pamięć podręczna poziomu pierwszego: 8 KB
- Możliwość rozbudowy: 1 LC PDS, 1 gniazdo łączności
- Typ: LC 520 (wszystko w jednym)
- Wbudowany ekran: 14" Sony Trinitron Color CRT (32,768 kolorów)
- Systemy operacyjne Mac OS: od  7.1.1 do 7.5.1, od 7.5.3 do 7.6.1, od 8.0 do 8.1
- Waga: około 16 kilogramów.